# الزواتنة القبلية
قرية الزواتنة القبلية هي إحدى القرى التابعة لمركز جرجا بمحافظة سوهاج في جمهورية مصر العربية. حسب إحصاءات سنة 2006، بلغ إجمالي السكان في الزواتنة القبلية 4836 نسمة، منهم 2338 رجل و2498 امرأة.